# Лабораторный проспект
Лаборато́рный проспект — проспект в Калининском районе Санкт-Петербурга. Проходит от Полюстровского проспекта (фактически от проспекта Маршала Блюхера) до проспекта Мечникова.

## История
Название связано с находившейся здесь с середины XIX века артиллерийской лабораторией. С ней также связаны названия Лабораторной улицы и ныне утраченного Лабораторного шоссе. Участок между Лабораторным проспектом и Кушелевской дорогой до сих пор (на 2015 г. за МО РФ осталось около 10 % территории) принадлежит Министерству обороны (в/ч № 67678 — артиллерийский ремонтный завод № 755). На этом участке почти полностью построены (на 2015 г.) несколько новых микрорайонов.
Лабораторный проспект до конца 1970-х годов доходил до Полюстровского проспекта, но не ремонтировался и постепенно этот участок дороги исчез. От места пересечения проспекта Маршала Блюхера и сейчас[когда?] просматривается остаток дороги, а порой можно найти остатки брусчатки.
На несколько сот метров от Лабораторного проспекта, в сторону станции метро Лесная, существовало Лабораторное шоссе. Лабораторное шоссе было параллельно Лабораторному проспекту и шло от КПП в/ч № 67678 до Полюстровского проспекта. До постройки проспекта Маршала Блюхера в/ч № 67678 имела адрес Лабораторное шоссе, дом 2. Ныне на месте КПП части строится автоцентр. Место нахождения Лабораторного шоссе можно определить по техническому проезду между линией гаражей. Кроме в/ч № 67678 на Лабораторном шоссе находилось управление сортового питомника (помологического рассадника). Управление представляло собой бревенчатые постройки. В питомнике выращивали деревья и кустарники для озеленения Ленинграда. Лабораторное шоссе рассекало посадки на две части. После постройки проспекта Маршала Блюхера питомник был ликвидирован, была осуществлена досыпка грунта на его место и Лабораторное шоссе ныне находится под слоем привозного материала. На 2015 год на месте Лабораторного шоссе построен жилой комплекс.

23 ноября 2016 года юридические границы Лабораторного проспекта были изменены: в его состав включили проектируемый участок от Полюстровского проспекта до проспекта Маршала Блюхера. Сейчас разрабатывается проект этого участка, после чего приступят к строительству дороги.

### Реконструкция проспекта
До конца XX века Лабораторная улица и Лабораторный проспект оставались дорогами с обочинами и без тротуаров. Огромные ямы и выбоины в 1990-е годы вывели Лабораторный проспект на первое место в списке самых разбитых улиц города. Лабораторная улица имела нормальный вид с поребриками из бордюрного камня и тротуарами только от площади Калинина до проспекта Металлистов. Участок от проспекта Металлистов до проспекта Маршала Блюхера был реконструирован в 1990-е годы. Реконструкция длилась несколько лет. До Лабораторного проспекта очередь тогда не дошла, и ограничились лишь новым асфальтом. Лишь в 2014 году Лабораторный проспект от проспекта Маршала Блюхера до проспекта Мечникова был реконструирован. Появились ливневая канализация, тротуары, поребрики и Лабораторный проспект принял вид городской улицы, хотя и очень узкой.

## Пересечения
Примыкает или пересекает:
- проспект Маршала Блюхера
- Бестужевская улица
- проспект Мечникова

## Транспорт
По проспекту от Бестужевской улицы до проспекта Маршала Блюхера проходят автобусные маршруты №№ 176, 222 и 237.
Ближайшие станции метро — «Выборгская», «Лесная» и «Площадь Мужества».